# Józef Klukowski
Józef Klukowski (né à Repelka le 13 novembre 1894 mort à Ravensbrück le 29 avril 1944) est un peintre et sculpteur polonais.

## Biographie
Józef Klukowski a étudié l'art à Varsovie ainsi qu'à Paris. Sculpteur et artiste peintre, il aimait représenter dans ses diverses œuvres les animaux et le sport. Il s'est engagé dans les compétitions artistiques des Jeux olympiques de 1932 et de 1936. Il participait aux prémices de l'Insurrection de Varsovie, mais fut arrêté et conduit vers de camp de Bergen-Belsen. Il a succombé lors du convoi, à Ravensbrück.

## Œuvres
- Jeux olympiques
  - Los Angeles 1932 :  Médaille d'or en sculpture Médaille et bas-relief avec Wieńczenie zawodnika
  - Berlin 1936 :  Médaille d'argent en sculpture Bas-relief avec Piłkarze